# GayRomeo
GayRomeo es una red social, comunidad virtual y sitio de encuentros para hombres gais, bisexuales y transexuales a nivel mundial.
El nombre hace referencia a la orientación sexual mayoritaria del sector al que va dirigida ("Gay", 71,8% de los usuarios) y al personaje de Shakespeare (Romeo), haciendo ver que el sitio no está centrado en el sexo y que da cabida al romanticismo además de a otros temas.
El sitio está disponible además de en español, en los idiomas inglés, alemán, francés, italiano, neerlandés, portugués, polaco, griego, tailandés, rumano, sueco, serbio, turco y ruso.

## Historia
El sitio web fue fundado en octubre de 2002 por PlanetRomeo GmbH en Berlín, Alemania. 
En un principio se ofrecía sin límites, gratuitamente y sin publicidad, como reacción ante los ya existentes, que limitaban su uso básico de manera que los usuarios tenían que pagar para superar esos límites. 
Tras verse desbordados por el éxito inicial, empezaron a ofrecer suscripciones de pago para poder financiar el crecimiento de la empresa y poder seguir ofreciendo las mismas funciones gratuitamente. Los usuarios suscritos obtendrían a cambio servicios adicionales, como conexión a través de cifrado SSL.
Desde septiembre de 2006 GayRomeo está siendo operado por PlanetRomeo B.V., localizada en Ámsterdam, Países Bajos. La mudanza se produjo para evitar problemas legales con las estrictas leyes alemanas de protección al menor.
En marzo de 2009 la comunidad Guys4Men.com se integró en GayRomeo.

## Servicios que ofrece
MensajeríaDespués de haber creado un perfil personal, los usuarios pueden comunicarse entre sí enviándose mensajes.
BuscadorSirve para encontrar otros usuarios y permite filtrar el conjunto de usuarios por cualquier parámetro o parámetros.
FotosAdemás de describirse a través de los textos del perfil, los usuarios pueden mostrar fotografías.
Interfaz neutraAl estar enfocada al público gay, la interfaz estándar puede contener imágenes de chicos con poca ropa. Los usuarios que prefieren visualizar la página de manera discreta y sin contenido sexual alguno, pueden utilizar una versión gráfica neutra.
Entrada alternativaEn los países o entornos donde existe intolerancia a los gais, el sitio web es accesible a través de la dirección www.planetromeo.com. En este caso se muestra la interfaz neutra.
Grupos virtualesAdemás de la mensajería personal, los usuarios pueden crear grupos virtuales (llamados clubs) para compartir intereses con otros. Los socios de un grupo en particular pueden intercambiar noticias o discutir sobre diversos temas en el foro del grupo o vía un boletín de noticias. Los grupos están abiertos a afiliados a partidos políticos, miembros de grupos religiosos y empleados de determinadas industrias. También hay grupos orientados al sexo o incluso fetichismo y, cómo no, los dedicados a la música clásica, las estrellas del cine o la música.
RecursosSe incluye información útil para la comunidad gay acerca de sexo seguro, salir del armario, apoyo en temas de salud, además de enlaces a revistas de temática gay y otras organizaciones comunitarias. Todo esto es accesible públicamente para todos los usuarios de Internet.
Apoyo en saludAdemás de la información sobre salud disponible en el sitio web, en febrero de 2007 GayRomeo lanzó un servicio de apoyo y consulta en temas de salud en cooperación con la ONG sobre VIH/SIDA nacional alemana "Deutsche Aids-Hilfe", al que con el transcurso del tiempo otras ONG se han sumado al proyecto. Los colaboradores conectados son previamente preparados en temas de salud y asistencia sanitaria y responden todas las preguntas de los usuarios en la más estricta confidencialidad. De esta manera los usuarios pueden obtener el mismo nivel de servicio que las ONG realizan en bares, discotecas y saunas gais.

### Limitaciones
Es una comunidad exclusivamente para hombres (homosexuales, bisexuales o transexuales) de 18 años o más. Cuando los perfiles contienen contenido comercial o ilegal, son eliminados. Los perfiles son desactivados después de 6 semanas sin haberse conectado y son eliminados tras 6 meses sin haberlo hecho.

## Cobertura social e impacto
| País                   | Usuarios  |
| ---------------------- | --------- |
| Alemania               | 379.857   |
| Italia                 | 118.337   |
| Filipinas              | 114.158   |
| India                  | 91.825    |
| Francia                | 83.647    |
| España                 | 63.642    |
| Suiza                  | 38.292    |
| Malasia                | 35.925    |
| Tailandia              | 33,848    |
| Reino Unido            | 30,029    |
| Austria                | 28,902    |
| Países Bajos           | 26,389    |
| Grecia                 | 25,786    |
| Bélgica                | 24,596    |
| Estados Unidos         | 21,802    |
| Turquía                | 20,300    |
| Polonia                | 16,472    |
| Rumania                | 15,136    |
| Singapur               | 12,418    |
| Hungría                | 12,101    |
| Serbia                 | 10,853    |
| Marruecos              | 9,974     |
| Indonesia              | 9,850     |
| Croacia                | 7,712     |
| Brasil                 | 7,287     |
| China                  | 6,572     |
| Canadá - Alberta       | 6,208     |
| Rusia                  | 6,023     |
| Portugal               | 5,271     |
| Emiratos Árabes Unidos | 5,156     |
| Australia              | 5,075     |
| Suecia                 | 4,919     |
| República Checa        | 4,238     |
| México                 | 3,794     |
| Finlandia              | 3,616     |
| Bulgaria               | 3,454     |
| Colombia               | 3,309     |
| Eslovenia              | 3,286     |
| Irlanda                | 3,184     |
| Ghana                  | 3,067     |
| Chipre                 | 2,901     |
| Noruega                | 2,881     |
| Israel                 | 2,835     |
| Perú                   | 2,572     |
| Bosnia y Herzegovina   | 2,498     |
| Costa de Marfil        | 2,453     |
| Dinamarca              | 2,444     |
| Argelia                | 2,430     |
| Argentina              | 2,395     |
| Vietnam                | 2,358     |
| Camerún                | 2,342     |
| Luxemburgo             | 2,065     |
| Macedonia del Norte    | 1,855     |
| Egipto                 | 1,849     |
| Ucrania                | 1,741     |
| Sudáfrica              | 1,736     |
| Japón                  | 1,597     |
| Venezuela              | 1,560     |
| Eslovaquia             | 1,547     |
| Arabia Saudita         | 1,456     |
| Taiwán                 | 1,442     |
| Líbano                 | 1,397     |
| Cuba                   | 1,290     |
| Estonia                | 1,223     |
| Chile                  | 1,201     |
| Sri Lanka              | 1,139     |
| Letonia                | 1,102     |
| Malta                  | 1,070     |
| Montenegro             | 1,027     |
| Otros                  | 28,434    |
| Worldwide              | 1,389,150 |
| 29 de julio de 2012    |           |

| Continente/Región                              | Usuarios  |
| ---------------------------------------------- | --------- |
| Europa                                         | 963,819   |
| Asia (excluyendo Oriente Medio)                | 316,438   |
| África                                         | 33,269    |
| América del Norte (excluyendo América Central) | 31,938    |
| América del Sur                                | 19,926    |
| Oriente Medio                                  | 13,781    |
| Australia y Oceanía                            | 6,308     |
| América Central                                | 3,671     |
| Worldwide                                      | 1,389,150 |
| 29 de julio de 2012                            |           |

De acuerdo con los datos que se pueden encontrar en su propia web, GayRomeo cuenta con 6.740.000 perfiles registrados y 1.107.000 usuarios activos, esto es, usuarios que se hayan conectado en las últimas 6 semanas.
De acuerdo con Alexa, la comunidad ocupa el segundo lugar en el ranking de comunidades gais en Internet y es el 158° sitio web más visitado en toda Alemania.
En ese país, debido al alto número de usuarios registrados, la comunidad recibe a menudo la denominación de "oficina de registro homosexual" (schwules Einwohnermeldeamt) o "páginas azules" (Die blauen Seiten), haciendo referencia a las conocidas guías telefónicas Páginas Amarillas y Páginas Blancas. En una satírica referencia a las compilaciones de listas de hombres homosexuales de los años 1930, el periódico alemán “Taz” anunció: "Las listas rosa han vuelto".
El miembro del parlamento alemán Volker Beck (Los Verdes) ofreció horas de consulta virtual a través de GayRomeo durante la campaña de las elecciones de 2005.

### Influencia sobre el ambiente gay
La creciente popularidad de este y otros sitios de contactos en internet ha impactado enormemente en el comportamiento social de los gais y su subcultura. Las zonas de cruising tradicionales como parques, áreas de descanso en autopistas, lavabos públicos, etc. están mucho menos solicitadas que en el pasado. Citarse vía internet refleja la necesidad de una mayor seguridad. 
Además, muchos hombres prefieren comprobar de antemano la compatibilidad en cuanto a gustos sexuales antes de encontrarse en la vida real.
En un programa de la televisión alemana emitido por ARD se ha dicho que la influencia de GayRomeo es tan grande en el ambiente gay alemán que ha podido causar perjuicios económicos al mismo, al haber ayudado a cambiar el comportamiento social de los gais, vaciando bares y discotecas.

### Contrarrestando el aislamiento social
Algunas teorías sobre el comportamiento dicen que sitios web como este crean el aislamiento social de individuos y pueden llegar a ser adictivos. De acuerdo con esas teorías, los usuarios adictos a internet abandonan sus contactos en el mundo "real" y no establecen nuevos. La motivación de poder contactar con gente con intereses similares vía internet, puede llevar a una búsqueda infinita de nuevos amigos.
La otra cara de la moneda es que servicios como este pueden proveer un balón de oxígeno a hombres que viven en áreas aisladas, ciudades o incluso países donde la comunidad gay es reducida o nula. Es especialmente importante para hombres gais de pueblos, pequeñas ciudades, ya que para ellos es mucho más difícil encontrar otros afines en su área.

## Controversias

### Real frente a farsante
Perfiles de usuario falsos o que no reflejan la realidad son un problema conocido en todas las comunidades web. La posibilidad de permanecer anónimo en internet permite a la gente crear perfiles ficticios de sí mismos. La edad y el físico son las áreas de información que más acostumbran a estar falseadas, además de las fotos. Estas pueden ser retocadas o incluso mostrar otras personas. Algunos usuarios pueden crear varios perfiles diferentes, de acuerdo con diferentes preferencias y apetencias.
Como protección contra los farsantes, GayRomeo utiliza un sistema interactivo donde los usuarios pueden marcar a otros como "personalmente conocido". Un mayor número de veces guardado aumentará la credibilidad del perfil y de su dueño. Los farsantes pueden ser denunciados a través de un sistema de respuesta de usuarios y son eliminados del sistema. Gracias a este sistema de apoyo entre usuarios, esta comunidad se ve menos afectada por farsantes que otras.

### Sexo seguro
Los sitios web de contactos han sido vinculados a un incremento del riesgo de transmisión de VIH y otras ETS al ser comparados con otros métodos de encuentro. Incluso algunos sitios han sido creado específicamente para hombres buscando exclusivamente sexo sin protección.
Tal como se comenta más arriba, GayRomeo ofrece información detallada acerca de sexo seguro, los riesgos asociados al sexo sin protección y otras enfermedades de transmisión sexual. Además, la comunidad muestra su propio punto de vista sobre estos temas. A través de este sitio web se puede contactar con grupos de apoyo e información acerca de VIH/SIDA y organizaciones en varios países. No existe ninguna censura de perfiles de usuario que no practiquen sexo seguro y por ello pueden especificar su posición al respecto indicando si siempre o nunca practican sexo con protección o si el asunto requiere discusión.